# آنا إنريكتا تيران
آنا إنريكتا تيران (بالإسبانية: Ana Enriqueta Terán)‏ (4 مايو 1918، فاليرا في فنزويلا - 18 ديسمبر 2017، بلنسية في فنزويلا)؛ دبلوماسية، كاتِبة وشاعرة فنزويلية.